# Kolej linowo-terenowa we Fryburgu

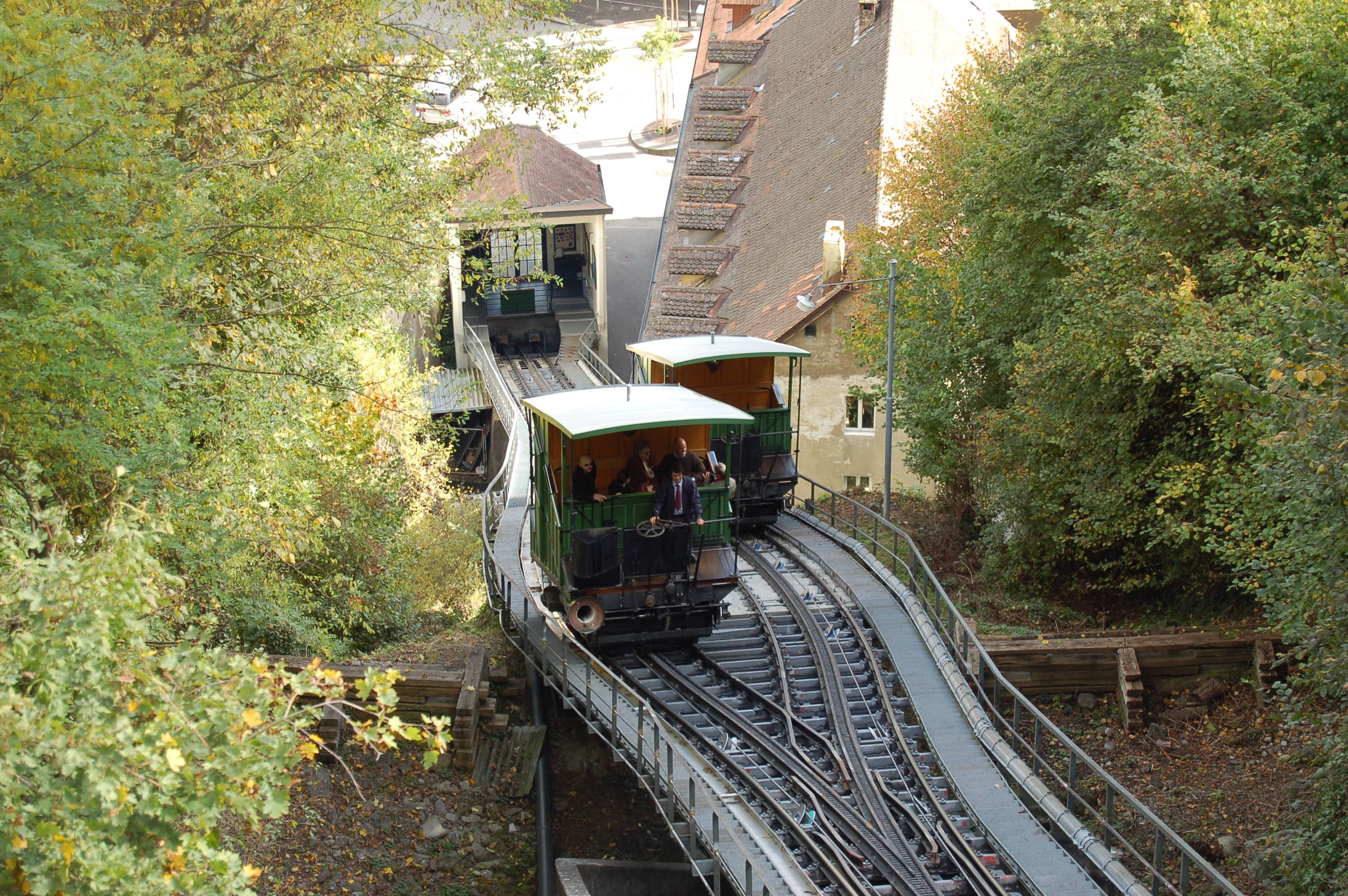
Kolej linowo-terenowa we Fryburgu

Kolej linowo-terenowa we Fryburgu (niem. Funiculaire von Freiburg, Standseilbahn Neuveville–Saint-Pierre, fr. Funiculaire de Fribourg, Funiculaire Neuveville – Saint-Pierre) – kolej linowo-terenowa (funikular) w mieście Fryburg w Szwajcarii.

## Historia
Kolej łączy Dolne Miasto (fr. Basse-Ville, tj. Neuveville i Auge) ze Śródmieściem (fr. Centre-Ville lub St-Pierre). Jej budowa miała na celu głównie ułatwienie dostępu z robotniczej dzielnicy Neuveville, położonej nad brzegiem Sarine do nowego przemysłowego i handlowego obszaru miejskiego, który rozwinął się wzdłuż linii kolejowej, uruchomionej w 1862 r.
Linia, zaprojektowana przez firmę Von Roll, została otwarta 4 lutego 1899 roku.  Fryburska kolej linowo-terenowa, sklasyfikowana jako zabytek historyczny, jest unikatowa w skali Europy, gdyż jako przeciwwagi w wagonie jadącym na dół używa się ścieków miejskich. Ze względu na poważną awarię w 1996 r. została wyłączona z eksploatacji i po przebudowie ponownie otwarta w 1998 r.

## Charakterystyka
Kolej jest jednotorowa, z mijanką w połowie długości trasy. Długość linii wynosi 126 m, różnica poziomów 58 m. Peron stacji dolnej, Neuveville, znajduje się na wysokości 553 m n.p.m., peron górny, St-Pierre, na wysokości 611 m n.p.m. Maksymalne nachylenie linii wynosi 55 %. 2 kabiny, mogące zabrać po 20 pasażerów, poruszają się z prędkością do 1,2 m/s (4,3 km/h).
Częstotliwość kursów w razie potrzeby wynosi 6 minut, czas trwania jazdy 2 minuty. Z reguły w okresie 1 września – 31 maja kursuje w godzinach 7.00 – 19.00 (niedziela: od 9.30), natomiast w okresie 1 czerwca – 31 sierpnia w godzinach 7.00 – 20.00 (niedziela: 9.30 – 19.00).
Wzdłuż linii funikularu wiodą wąskie, zadaszone schody, liczące 303 stopnie.